# Kasanka-Nationalpark
Der Kasanka-Nationalpark in Sambia liegt südwestlich des Bangweulusees in den Bangweulusümpfen und westlich des Muchinga-Gebirges. Er umfasst neben Flüssen und Seen auch verschiedene Landschaftsformationen wie Lagunen, Grasland, Sumpfland sowie Miombowald und ist mit 450 km² der kleinste Nationalpark des Landes. Seine Ost-West-Ausdehnung beträgt etwa 35 Kilometer, die Nord-Süd-Ausdehnung lediglich 15 Kilometer und die Entfernung zur benachbarten Demokratischen Republik Kongo circa 30 Kilometer.
Bekannt ist der Nationalpark vor allem auf Grund seiner als hervorragend geltenden Sichtungsmöglichkeiten der scheuen Sitatunga-Antilopen sowie als Schauplatz der Migration von Flughunden aus Zentralafrika.

## Geschichte
Am 1. Februar 1971 wurde das Gebiet als Nationalpark ausgewiesen, jedoch minimierte sich der Bestand an Tieren während der folgenden Jahre durch Wilderei weiterhin erheblich. Darüber hinaus verfiel die rudimentäre Infrastruktur unter staatlicher Verwaltung und konnte ein erfolgreiches Parkmanagement nur unzureichend gewährleisten. Zu Beginn der 1980er-Jahre schloss sich daher David Lloyd, ein ehemaliger Bezirksbeamter mit Gareth Williams, einem lokalen Bauern zusammen und gründete 1985 den Kasanka Trust Ltd. Seit 1988 wird der Nationalpark gemeinsam mit dem sambischen Department of National Parks and Wildlife (DNPW) touristisch erschlossen und betreut.
Seit einigen Jahren erfolgt die Finanzierung nahezu ausschließlich durch die Gewinne aus den Einnahmen für die Parkeintritte, Übernachtungen sowie Aktivitäten der Besucher. Der Kasanka Trust arbeitet eng mit den umliegenden Siedlungsgemeinschaften zusammen und bietet für Reisende Übernachtungsmöglichkeiten in verschiedenen Lodges und Camps sowie Rundflüge und -fahrten an. Außerdem besteht die Möglichkeit, den Park mit Charterflügen von und nach Lusaka zu erreichen.

## Flora und Fauna
Der Großteil des Nationalparks wird von weiträumigen Marsch- und Sumpfflächen geprägt, die maßgeblich zur Vielfalt der Vogelwelt mit über 330 verschiedenen Arten beitragen. Durch die abwechslungsreiche Landschaft auf kleiner Fläche finden auch seltene Tierarten im Kasanka-Nationalpark eine Heimat, die sonst vor allem in den tropischen Regionen Afrikas zu finden sind.
Der Kapabi-Sumpf gilt als bester Ort, um die semi-aquatisch lebende Sitatunga-Antilope in den frühen Morgen- oder späten Nachmittagsstunden zu beobachten. Der Sumpf wird durch dichtes Papyrusdickicht begrenzt und bietet den scheuen Tieren ideale Rückzugsmöglichkeiten.
Hauptstrom des Parks ist der im Westen befindliche Luwombwa, der durch die Nebenflüsse Kasanka, Mulembo und Musola gespeist wird. In den Fließgewässern sind vor allem Tigerfische und Brassen verbreitet. Innerhalb der Parkgrenzen liegen acht Seen, von denen der Ndolwa-See gute Möglichkeiten bietet, den Schuhschnabel außerhalb der zentralen Bangweulusümpfe zu sehen.
Entlang des Kasanka-Flusses findet sich an einigen Abschnitten immergrüner Trockenwald mit nahezu geschlossenem Blätterdach, in den Schwemmgebieten auch weiträumig immergrüner Sumpfwald mit einzelnen großen Bäumen wie etwa der Wasserbeere und rotem Mahagoni sowie an zahlreichen Flussufern Galeriewälder mit wilder Loquat.
Die im Kasanka-Nationalpark beheimatete Vogelwelt weist auch sehr seltene Arten wie den Fischuhu, die Bindenfischeule, den Rossturako und die Schmuckzwergente auf. Die Chisamba-Wamponde-Pfanne zieht größere Populationen an Spornflügelgänsen und Sattelstörchen an.
Ferner kommen verschiedene Antilopen wie zum Beispiel Pukus, Sharpe-Greisböcke, Gnus und Wasserböcke vor. Auch leben hier unter anderem Flusspferde, Krokodile und Riedböcke. Die Zahl der Elefanten wird auf 30 bis 75 Tiere geschätzt. Im Jahr 2002 erfolgte die erste Umsiedlung von Büffeln und Leierantilopen aus anderen Naturschutzgebieten Afrikas. Darüber hinaus bewohnen kleinere Gruppen an Schakalen, Zibet- und Ginsterkatzen sowie Kapottern und Mangusten sowie die vor allem im tropischen Kongo verbreitete Unterart der Diademmeerkatzen den Park.

## Migration der Flughunde
Der Kasanka-Nationalpark ist alljährlich Schauplatz einer der größten Wildtier-Migrationen der Erde: Von Oktober bis Dezember kommen zwischen acht und zehn Millionen Flughunde aus ganz Zentralafrika nach Kasanka und besiedeln für kurze Zeit einen Abschnitt des mushitu, eines kleinen Sumpfwaldes entlang des Musola-Flusses in der Mitte des Reservats.
Die ersten Exemplare der zahlreichen Palmenflughunde (Eidolon helvum) treffen gegen Mitte Oktober im Park ein, etwa Mitte November erreicht die Anzahl der Tiere ihren Höhepunkt. Es wird angenommen, dass es sich dabei um die höchste Dichte an Säugetier-Biomasse auf dem Planeten handelt, ebenso wie um die größte bekannte Säugetiermigration. Die Ankunft der Fledermäuse fällt normalerweise mit dem Beginn der ersten Regenfälle und der Reifung vieler lokaler Obst- und Beerenarten wie der Masuku (wilde Mispel) und der Wasserbeere zusammen, von denen sich die Fledermäuse ernähren. Es wird geschätzt, dass die Fledermäuse in diesen drei Monaten 330.000 Tonnen Früchte verzehren.

## Rückgang der Puku-Population
Anfang 2021 wurde eine Zählung der im Kasanka-Nationalpark lebenden Pukus (Kobus vardonii), einer Antilopenart, veröffentlicht, aus der ein „alarmierender Rückgang“ des Bestands hervorging. Demnach habe es in den Jahren 2009/2010 rund 5000 Tiere gegeben, während es 2019 nur noch rund 800 Tiere waren. Als Hauptursache des Rückgangs – besonders auffällig ist er der Studie zufolge entlang der Grenzen des Nationalparks – wurde Wilderei benannt. Eine weitere Ursache sei möglicherweise der unterdurchschnittliche Niederschlag in den vorhergehenden Jahren gewesen. Die Autorinnen der Studie erläuterten, dass die Entwicklung bei den Pukus „als Indikator für die gesamte Gemeinschaft der Boviden im Kasanka Nationalpark angesehen werden“ kann.

## Belege
1. ↑  Ilona Hupe, Manfred Vachal: Reisen in Zambia. Hrsg.: Ilona Hupe. 2. Auflage. Ilona Hupe Verlag, München 2020, ISBN 978-3-932084-88-1, S. 270.
2. ↑  Sambia - Invasion der Flughunde. In: Deutsche Welle Dokfilm. 26. Dezember 2020, abgerufen am 13. Februar 2022.
3. ↑  Kasanka National Park. Zambia Tourism Board, abgerufen am 26. Februar 2021 (englisch).
4. ↑  ChrisMcIntyre: Zambia. 5. Auflage. Bradt Travel Guides, Chesham 2012, ISBN 978-1-84162-373-3, S. 312.
5. ↑  Kasanka National Park. Zambia Tourism Board, abgerufen am 27. Februar 2021 (englisch).
6. ↑  Chris McIntyre: Zambia. 5. Auflage. Bradt Travel Guides, Chesham 2012, ISBN 978-1-84162-373-3, S. 313.
7. ↑  The Kasanka Trust. Kasanka Trust Ltd., abgerufen am 28. Februar 2021 (englisch).
8. ↑  Olivier Le Carrer: Atlas of Cursed Places. A Travelguide to Dangerous and Frightful Destinations. Hachette, London 2015, ISBN 978-0-316-35351-9.
9. ↑  Vera Rduch und Thalia Jentke: Alarming decline of bovids in Kasanka National Park, Zambia: A case study of the puku antelope (Kobus vardonii). In: African Journal of Ecology. Online-Vorabveröffentlichung vom 5. Januar 2021, doi:10.1111/aje.12843.
10. ↑  Starker Rückgang einer einst zahlreichen Tierart. Auf: idw-online.de vom 6. Januar 2021.